# PASKAL：海军特种作战部队
《PASKAL：海军特种作战部队》（英语：PASKAL: The Movie）是一部于2018年上映的马来西亚电影，由郑建国执导，Hairul Azreen、Ammar Alfian、陈香郿、许亮宇以及Hafizul Kamal主演。该电影以马来西亚海军特种作战部队为题材，叙述与该部队相关的故事。本片耗资1000万令吉，是马来西亚最高预算的电影之一。本片于2018年3月至5月于吉隆坡开拍，并定于2018年9月27日上映。影片获得了广泛的好评，并在马来西亚和新加坡的票房总收入超过3000万令吉，成为马来西亚票房最高的本土电影之一，仅次于《Munafik 2》和《Hantu Kak Limah》。

## 故事背景
以大马海军特种部队为名的《PASKAL》（Pasukan Khas Laut，简称：PASKAL）改篇自马来西亚真实案例。分别以1998年海军特种部队赤手空拳遏制携带重型武器的叛军和解救5名人质的“Angola维和运动”，以及2011年海军特种部队只用3个小时，以直升机射退索马里海盗母船和制服海盗，并达到零伤亡的“Gulf of Aden”真实事件为故事蓝本。
故事讲述海军上校阿曼安华是一名战绩辉煌的马来西亚皇家海军特种部队（简称TLDM）成员，自从他的父亲为国捐躯之后，他的母亲一直以来都反对阿曼从军。在一次任务里，阿曼丧失了一位同胞。在阿曼沮丧并决定从此退出军队的当时，阿曼接到了即将改变他人生中的最后一个任务。

## 剧情
2018年，一艘超级油轮 Laurel 11（原型为真实事件中的 Bunga Laurel）在亚丁湾的夜晚遭到索马里海盗劫持。马来西亚皇家海军接收到求救信号，正返航途中的 KA Bunga Mas Lima 前往支援。由于海盗拒绝谈判，指挥官马兹南决定派遣海军精英特种部队 PASKAL，由阿曼·拉赫玛特中校指挥。任务中出动了两艘快艇和一架 Super Lynx 直升机，通过迅速而隐秘的战术，成功制服并俘虏了所有海盗。
行动结束后，队伍返回霹雳州的鲁穆特基地。阿曼开始思考是否退役——母亲对他危险职业的反感和痛苦的过往记忆让他动摇。2009年，他还是少尉时，曾与挚友 约书亚（绰号“Girang”） 和 莫哈末·扎里夫（绰号“Jeb”） 一起训练。阿曼加入 PASKAL 的动力是为了纪念父亲的牺牲。这三人是部队中的佼佼者，被选中参加与美国海军海豹突击队的高级训练。然而两年后的一次安哥拉维和行动中，Jeb 在护送中国联合国观察员时与叛军交火，意外射杀了约书亚。在一次被俘虏的叛军处决事件中，Jeb 失控用手枪执行死刑，随后被开除军籍。阿曼将约书亚的死讯告诉其妻子莉莉，并为约书亚举行了军葬。从此，阿曼对莉莉母子多加照顾，两人与阿曼母亲也建立了深厚的联系。
尽管阿曼递交了退役申请，但马兹南指挥官为他安排了“告别任务”：前往亚庇侦查海盗头目 鲁迪·鲁斯里·帕尔乔，后者曾参与 MT Orkim Harmony 的劫持。然而任务中，阿曼在餐厅发现鲁迪与 Jeb 同行。进一步调查显示，鲁迪通过劫掠积累的财富雇佣了多名前特种部队成员，其中 Jeb 成为其保镖。
Jeb 因训练期间对阿曼的嫉妒和对海军体制的不满，逐渐发展为敌视情绪，并开始骚扰莉莉，警告阿曼远离她。监控录像显示 Jeb 的车带有莉莉工作的石油公司的标志，阿曼推测可能有劫持油井的阴谋。他立刻向海军通报，港口当局随即封锁了区域。伪装成保安的袭击者被捕，但 Jeb 和鲁迪成功逃脱，最终占领了油井，莉莉也沦为人质。
阿曼的队伍被紧急召回，并通过皇家马来西亚空军的 C-130 Hercules 飞机运送到海上汇合点，随后由 KD Tunku Abdul Rahman 号潜艇接应。两支增援小组部署在 KD Selangor 上的前线指挥基地。更改计划后，PASKAL 队伍潜水进入油井区域，清除上方设施，为后续增援铺路。在突破层层陷阱和伏击后，阿曼面对绑着 C-4 炸药的莉莉和持枪的 Jeb。Jeb 威胁引爆整个油井，并挑衅阿曼放下武器。阿曼妥协后，Jeb 挑战他以刀进行较量。最终，阿曼在搏斗中将 Jeb 推下甲板，但在试图拯救他时被 Jeb 持枪袭击，幸好仅擦伤脸颊。阿曼被迫松手，Jeb 坠海身亡。
鲁迪和另一名海盗企图乘船逃往菲律宾水域，但被海军追击，在越界前被击毙。
所有人质被救后，阿曼的母亲终于理解了他的牺牲，向他道歉并表示，如果父亲还在世，一定会为他感到自豪。阿曼和队伍成员受到海军司令的表彰。他感慨自己甚至记不住共事过的每一位战友的全名，而高级士官米西引用哲学家布莱兹·帕斯卡的话回答：“有多少王国甚至不知道我们的存在？”
最后，司令带阿曼来到纪念碑前，指着他父亲的名字，告诉阿曼，他的父亲曾是自己麾下的一员，认为父亲的职业是一种来自上帝的召唤，而如果无人愿意承担这份职责，那将是一种罪过。

## 演员

### 主要角色
| 演员                          | 角色                               | 昵称／关系 |
| Hairul Azreen                 | Arman Anwar Rahman（阿曼安华拉曼） | Arman、Jerung、Man 海军上校，是一名战绩辉煌的马来西亚皇家海军海军特种部队成员 进入Paskal的原因是因为他想知道他父亲为国捐躯的原因到底是什么 在2011年，代表联合国维持和平部队参与维持和平行动，但因为Jeb为了要消灭敌人，不听长官的指令而导致手雷炸死了Joshua，当Arman看到Joshua被炸死的时候伤心一场 他从军的事件一直以来都被母亲反对是因为他的父亲为国捐躯，母亲不想看到他像父亲一样为国捐躯，后母亲醒悟 因为母亲的反对和Joshua的死（但比较迟才交上辞职信），让他有了辞职的念头，后因为最后一个任务让他改变了主意，那就是长官任他升为KD PANGLIMA HITAM的教官 |
| Ammar Alfian                  | Mohd. Zarif                        | Jeb 马来西亚皇家海军海军特种部队成员，后因为不听上司指令而遭开除 自从被Paskal长官开除后成为逃犯Rudi Rusli Parjo的手下，帮助他解决Paskal以及人质 因他往向敌人丢的手雷被敌人丢过去而导致他害死Joshua 最后掉下海的同时，枪伤Arman后，掉海自尽 |
| 许亮宇                        | Joshua Tee                         | Joshua、Girang、Josh 马来西亚皇家海军海军特种部队成员 Lily之男友，后结婚并成为她的丈夫，还有一个儿子，名叫Joey 在2011年，代表联合国维持和平部队参与维持和平行动时，因为Jeb丢下来的手雷（本想攻击敌人，但敌人知觉后就丢往人质和UN成员【Arman和他自己】）导致他自己被炸死，炸死后的死状惨不忍睹。 |
| Jasmine Suraya Chin（陈香郿） | Elizabeth Lily Tan                 | Lily |

### 友情客串
| 演员   | 角色       | 昵称／关系            |
| 陈虎   |            |                       |
| 叶良财 | Boon（文） |                       |
| 吕杨   | Wai（伟）  | Lily在SPC钻油台的朋友 |

## 票房成绩
电影自2018年9月27日上映后得到一致好评，还得到IMDb给予9.1的好评。本片以3050万令吉票房，成为马来西亚影史票房季军。

## 记事
- 这部电影为了要赶在2018年9月上映（官方推测因为这部电影是马来西亚日特备电影和向大马的无名英雄致敬），因此他们去了土耳其和马来西亚拍摄几个月，再加上赶紧上映，结果导致郑建国来不及申请“强制上映”（Wajib Tayang），因此只能和“电影公映奖励金”（简称ITFC）可享有票房收入的10%回扣擦肩而过。
- 男主角Hairul Azreen 在拍摄前四天，在家自行训练时因失误而导致右手手指骨折而偷哭，但他依然还是选择坚持拍摄后才去动手术。
- 在2018年11月28日晚举行电影庆功宴，为感谢大马皇家海军给予电影拍摄100%的配合，导演郑建国与电影发行商GSC movies特别捐赠10万令吉给大马皇家海军作为慈善基金。除此之外，郑建国也宣布从29日起开始发行DVD及在Astro First频道首映，让错过的观众可以再次重温，但没有宣布何时办签名会。

## 外部連結
- 互联网电影数据库（IMDb）上《PASKAL：海军特种作战部队》的资料（英文）